# Raphaël Bienvenu Sabatier

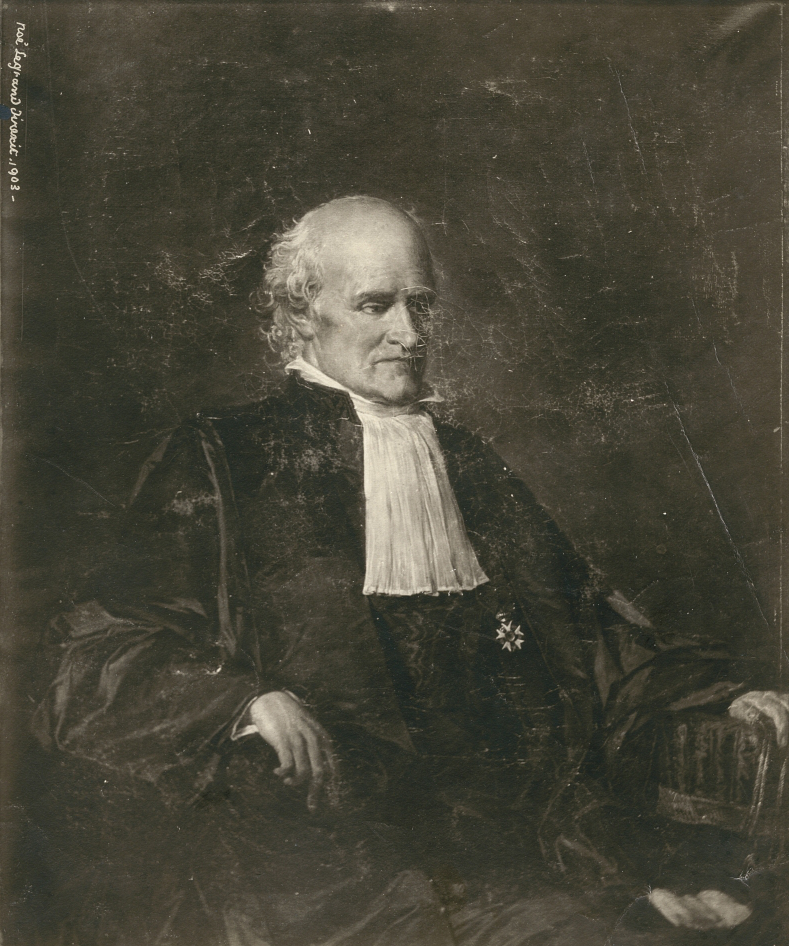
Raphael Bienvenu Sabatier

Raphaël Bienvenu Sabatier, född 11 oktober 1732 i Paris, död 19 juli 1811, var en fransk kirurg. 
Sabatier blev medicine doktor 1752, utnämndes 1756 till professor i anatomi vid Collège royal de chirurgie och blev sedermera läkare vid Hôtel des Invalides samt professor i operativ kirurgi vid École de santé och en av Napoleon I:s konsulterande kirurger. 
Förutom ett mycket stort antal smärre avhandlingar utgav Sabatier Traité d'anatomie (tre band, 1775; ny upplaga 1781) och Médecine opératoire (tre band, 1796; flera upplagor). 
Den finländske läkaren Robert Tigerstedt skrev 1916 om Sabatier: "Hans skrifter bär prägeln af en skarpt tänkande, metodiskt skolad personlighet och vittna godt om soliditeten i hans grundåskådning."